# El Pueblo Vasco (San Sebastián)
El Pueblo Vasco fue un periódico español editado en San Sebastián entre 1903 y 1936.

## Historia
Nacido en 1903 como una publicación de ideología monárquica, conforme pase el tiempo irá adoptando una línea editorial nacionalista vasca. Fue fundado por Rafael Picavea Leguía, quién también sería propietario y director del mismo. El diario contó con una importante audiencia en la provincia de Guipúzcoa. Dejó de editarse en 1936.
En el diario contribuirían tanto periodistas de izquierdas como Azorín, Maeztu, Baroja y Grandmontagne, como nacionalistas vascos. Uno de estos últimos, Engracio de Arantzadi «Kizkitza», llegaría a reconocer en sus memorias que tras la muerte de Sabino Arana en 1903, cuando creían que el nacionalismo vasco estaba condenado a desaparecer por carecer de medios suficientes y porque era odiado por buena parte de la sociedad, el hecho de que Picavea les ofreciera la tribuna de su periódico —además de una cuantiosa ayuda económica—, supuso la salvación del Partido Nacionalista Vasco, pues necesitaban «del aire de la prensa diaria para vivir».
Tras el estallido de la Guerra civil sus instalaciones fueron confiscadas por las fuerzas sublevadas.